# 1.º governo da regência do Príncipe D. João
O 1.º governo da regência do Príncipe D. João, constituído a 6 de Janeiro de 1801 e exonerado a 15 de Abril de 1804, foi presidido pelo Duque de Lafões, na qualidade de ministro assistente ao despacho (se bem que o cargo de chefe de governo não estava ainda definido), sendo o executivo encabeçado pelo próprio D. João, Príncipe Regente, que exercia a regência por incapacidade da rainha D. Maria I.
A 6 de Janeiro de 1801, as secretarias de Estado dos Negócios da Guerra e a dos Negócios Estrangeiros foram separadas, mas logo se voltaram a unir em 23 de Julho de 1801.
A sua constituição era a seguinte:
| Cargo                                                      | Detentor                                | Período                                    |
| ---------------------------------------------------------- | --------------------------------------- | ------------------------------------------ |
| Ministro Assistente ao Despacho                            | Duque de Lafões                         | 6 de Janeiro de 1801 a 14 de Abril de 1804 |
| Secretário de Estado dos Negócios Interiores do Reino      | Visconde de Balsemão                    | 6 de Janeiro de 1801 a 14 de Abril de 1804 |
| Secretário de Estado dos Negócios da Marinha               | João Rodrigues de Sá e Melo             | 6 de Janeiro de 1801 a 15 de Abril de 1804 |
| Secretário de Estado dos Negócios Estrangeiros             | Luís Pinto de Sousa Coutinho (interino) | 6 de Janeiro de 1801 a 21 de Maio de 1801  |
| Secretário de Estado dos Negócios Estrangeiros             | Rodrigo de Sousa Coutinho               | 21 de Maio de 1801 a ?                     |
| Secretário de Estado dos Negócios da Guerra                | António de Araújo e Azevedo             | 21 de Maio de 1801 a ?                     |
| Secretário de Estado dos Negócios da Guerra                | Duque de Lafões                         | ? a 1 de Julho de 1801                     |
| Secretário de Estado dos Negócios Estrangeiros e da Guerra | João de Almeida Melo e Castro           | 23 de Julho de 1801 a 23 de Agosto de 1803 |
| Secretário de Estado dos Negócios Estrangeiros e da Guerra | João Rodrigues de Sá e Melo             | 23 de Agosto de 1803 a                     |
| Secretário de Estado dos Negócios Estrangeiros e da Guerra | Visconde de Balsemão (interino)         | 25 de Agosto de 1803 a ?                   |
| Secretário de Estado dos Negócios Estrangeiros e da Guerra | João Rodrigues de Sá e Melo (interino)  | 5 de Dezembro de 1803 a ?                  |
| Secretário de Estado dos Negócios Estrangeiros e da Guerra | Conde de Vila Verde                     | 5 de Abril de 1804 a 15 de Abril de 1804   |
| Secretaria de Estado dos Negócios da Fazenda               | Rodrigo de Sousa Coutinho               | 6 de Janeiro de 1801 a 1804                |

## Galeria

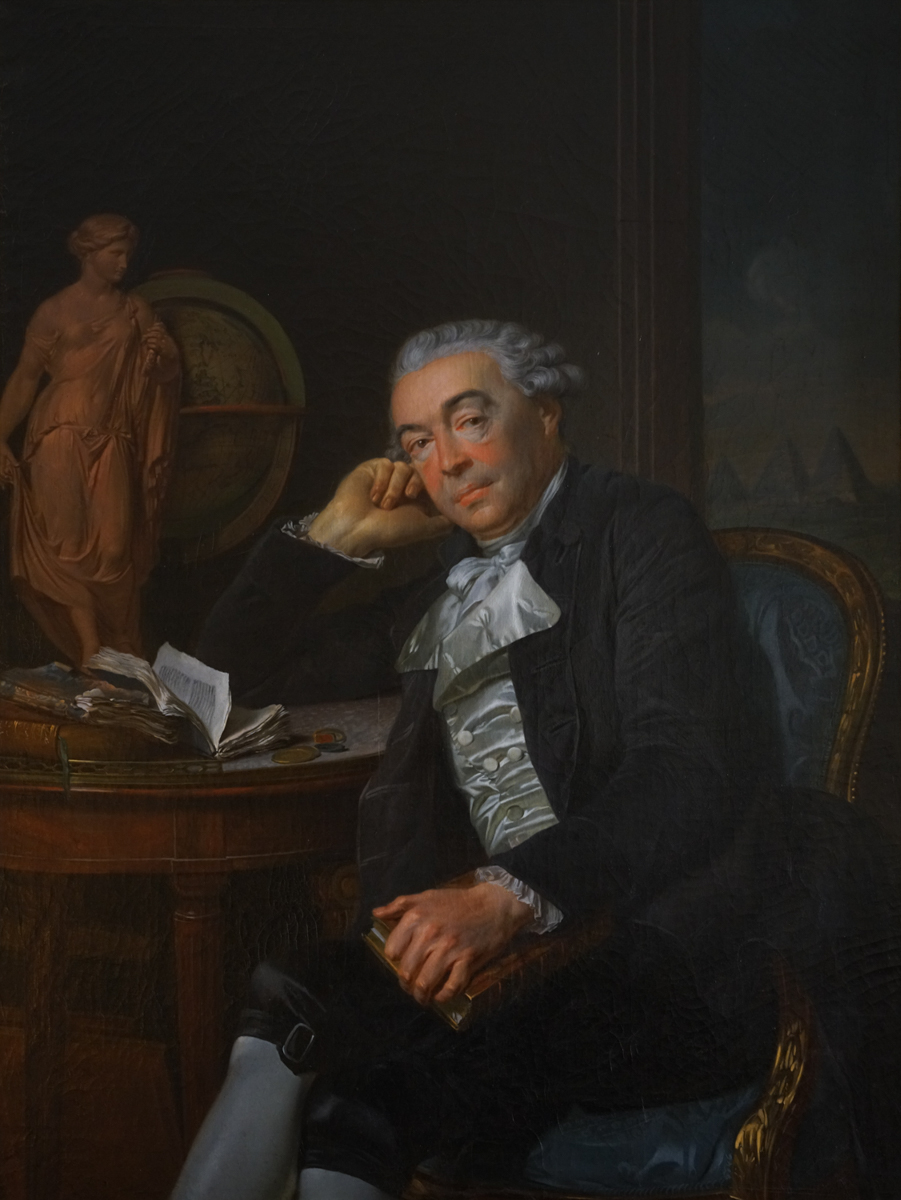
Duque de Lafões, ministro assistente ao despacho, e secretário de Estado dos Negócios da Guerra
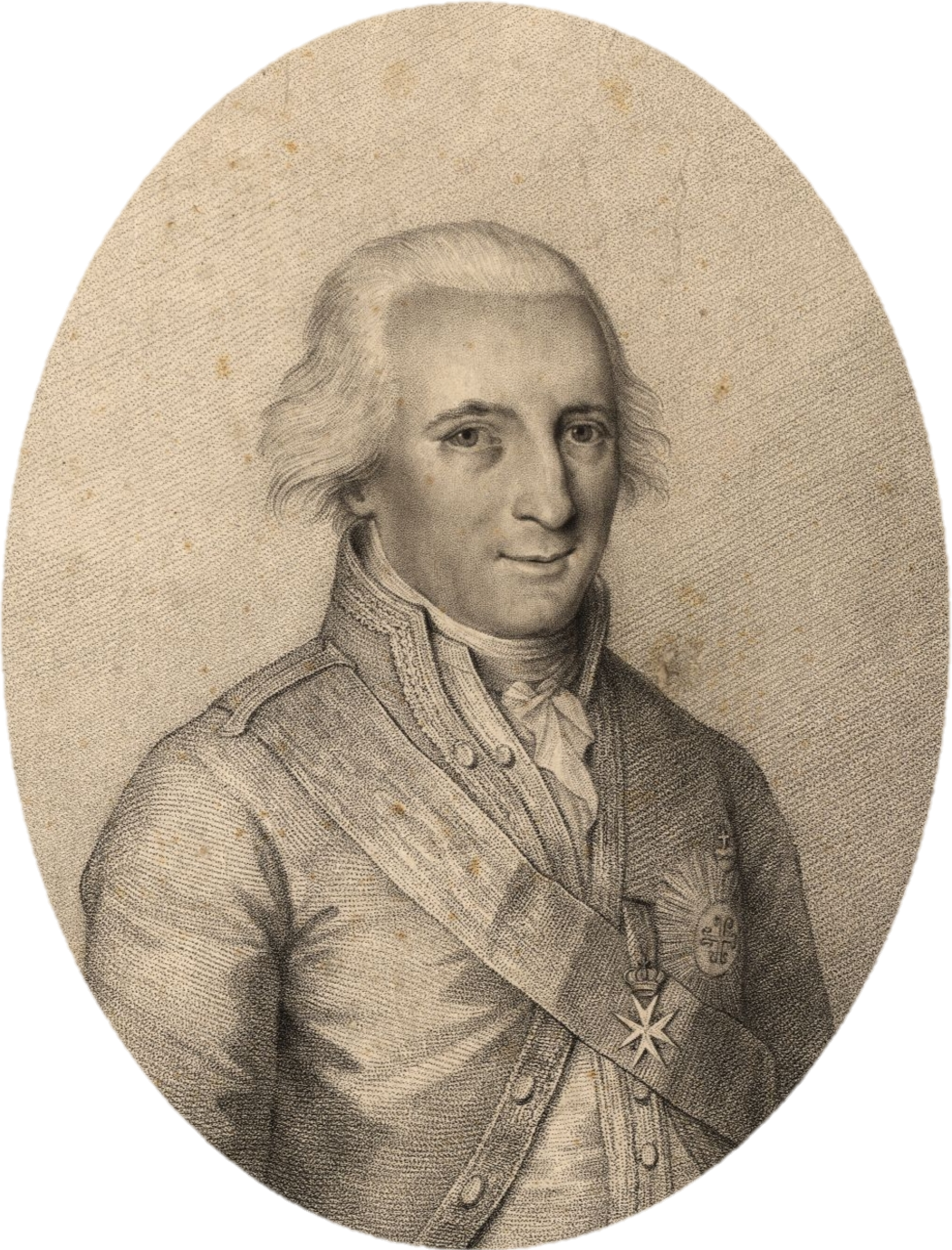
Luís Pinto de Sousa Coutinho, secretário de Estado dos Negócios Interiores do Reino, e secretário de Estado dos Negócios Estrangeiros, e secretário de Estado dos Negócios Estrangeiros e da Guerra
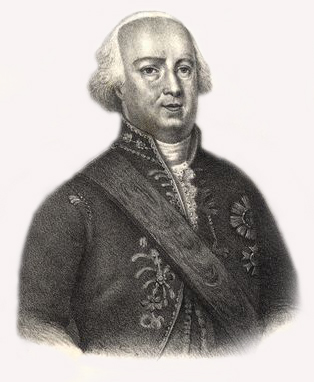
Rodrigo de Sousa Coutinho, secretário de Estado dos Negócios Estrangeiros, e secretário de Estado dos Negócios da Fazenda
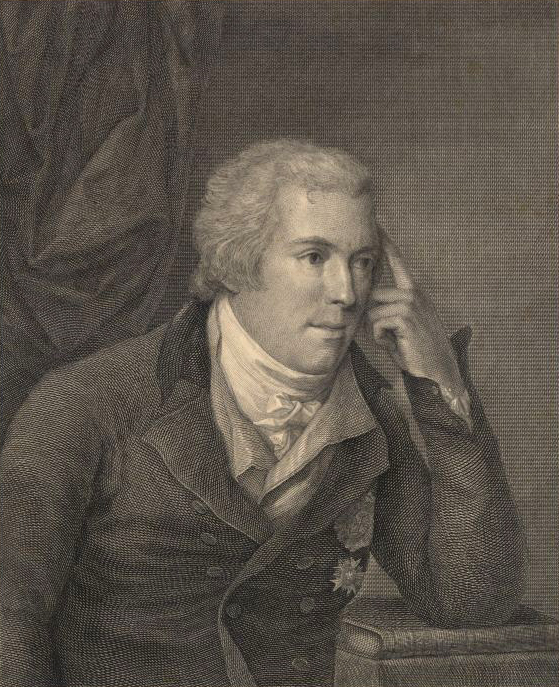
António de Araújo e Azevedo, secretário de Estado dos Negócios da Guerra
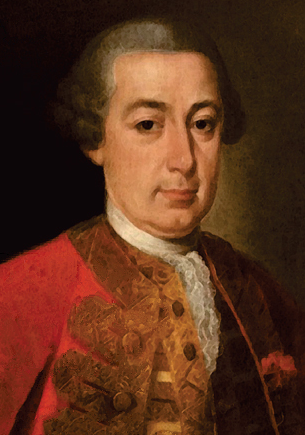
D. João de Almeida Melo e Castro, secretário de Estado dos Negócios Estrangeiros e da Guerra